# Dan Roundfield
Danny Thomas Roundfield, né le 26 mai 1953 à Détroit, Michigan, mort le 6 août 2012 au large d'Aruba dans les Caraïbes, est un joueur américain professionnel de basket-ball. Son surnom était Dr. Rounds.
Ailier-fort de 2,05 m issu de l'Université de Central Michigan, Roundfield passe douze saisons en National Basketball Association, jouant pour les Pacers de l'Indiana de 1975 à 1978, les Hawks d'Atlanta de 1978 à 1984, les Pistons de Détroit de 1984 à 1985 et les Bullets de Washington de 1985 à 1987. Roundfield a acquis une réputation de fort rebondeur et de défenseur tenace, et est nommé à cinq reprises dans les premiers cinq défensifs, NBA All-Defensive teams, premier cinq lors des saisons 1979-1980, 1981-1982, 1982-1983 et deuxième cinq lors des saisons 1980-1981 et 1983-1984 . Il figure à trois reprises parmi les joueurs devant jouer le All-Star Game, de 1980 à 1982. Il ne joue pas en 1982 à cause d'une blessure et est alors remplacé par Buc Williams des Nets du New Jersey. Roundfield réalise sa meilleure performance au All-Star Game 1980, où il inscrit 18 points et capte 13 rebonds en seulement 27 minutes de jeu. Le trophée de MVP de la rencontre est remporté par George Gervin qui inscrit 34 points. C'est cette performance qui permit à Roundfield de se faire connaître des fans NBA hors de ceux d'Atlanta.
Roundfield vit ensuite à Atlanta, Géorgie, où il travaille pour Earth Tech, une division de Tyco International.
Surpris au large d'Aruba par de violents courants marins alors qu'il nageait avec sa femme, il meurt noyé, après avoir permis à son épouse de rejoindre la plage de Beach Baby.